# 山案座W
山案座W （W Men）是在南天山案座大麥哲倫星系內一顆不尋常的黃超巨星。它是一顆北冕座R型變星，光度會週期性的降低好幾個星等。
山案座W位於鄰近的大麥哲倫星系南邊缺乏金屬的邊緣地區，距離地球很遠。儘管它有很高的亮度，但它最亮時的視星等只有+13.8m，對小望遠鏡來說是太黯淡了。依據計算得知它的半徑是太陽的61倍。
山案座W的變異性質是威廉·雅各·盧伊滕在1927年發現的。它屬於非常罕見的北冕座R型變星，這一類變星的光度偶爾會有非常大幅的下降，因此通常被稱為「逆新星」。山案座W的光度最低時的照相藍星等會低於+18.3等，以致於在當時的照相乾版上檢測不到。在長波的觀測下，亮度的下降並不明顯，因此認為恆星整體的亮度沒有太大的變化。這樣的變化是由塵埃引起的，是塵埃暫時遮擋了恆星。可見光的短波被吸收後，會以紅外線再輻射出來。許多北冕座R型變星顯示出小振幅的脈動，山案座W的脈動周期約為67天。